# Stephen Hendry
Stephen Gordon Hendry, MBE, född 13 januari 1969 i South Queensferry i Edinburgh, är en brittisk (skotsk) professionell snookerspelare.
Stephen Hendry föddes i South Queensferry i utkanten av Edinburgh men växte upp i Dalgety Bay i Fife. Han började spela snooker som tolvåring, vilket är relativt sent för spelare som senare blir professionella. Men när han redan som femtonåring vann Skotska mästerskapen stod det klart att han var något alldeles speciellt. 
Ett år senare blev han professionell, och år 1990 vann han sitt första världsmästerskap som den yngste någonsin. 
Han har genom åren alltid varit en av de mest välkända spelarprofilerna inom snooker. Inte så mycket för sin karisma som för sitt offensiva spel som lett till hans massiva rekordslaktande och sin dominans av sporten under 1990-talet.
Den 1 maj 2012 meddelade Hendry att han avslutar sin professionella snooker-karriär, vilket han hade bestämt sig för 3 månader tidigare.
I september 2020 tackade Hendry ja till en inbjudan om att spela de kommande 2 säsongerna på proffstouren.

## Några av Hendrys gällande rekord
- Flest vunna rankingtitlar (36)
- Mest inspelade prispengar (>8 miljoner pund)

## Titlar

### Rankingtitlar
- VM 1990, 1992, 1993, 1994, 1995, 1996, 1999
- UK Championship 1989, 1990, 1994, 1995, 1996
- Grand Prix 1987, 1990, 1991, 1995
- British Open 1988, 1991, 1999, 2003
- Asian Open 1989, 1990
- Dubai Classic 1989, 1990, 1993
- Welsh Open 1992, 1997, 2003
- International Open 1993, 1997
- European Open 1994, 1995, 2001
- Thailand Masters 1998
- Scottish Open 1999
- Malta Cup 2005

### Övriga titlar (i urval)
- World Doubles Championship 1987 (med Mike Hallett)
- Masters 1989, 1990, 1991, 1992, 1993, 1996
- Pontins Professional 1990
- Premier League 1991, 1992, 1994, 1995, 2000, 2004
- Scottish Masters 1989, 1990, 1995
- Irish Masters 1992, 1997, 1999
- World Cup 1996 (med Skottland)
- Nations Cup 2001 (med Skottland)